# Instinto de superviviente
Instinto de superviviente es una novela de terror de subgénero zombi escrita por Darío Vilas Couselo y publicada en 2011 por Dolmen Editorial.

La obra resultó finalista de los Premios Scifiworld de Fantasía, Terror y Ciencia Ficción 2012, en la categoría de mejor novela de ficción.
En mayo de 2021, el sello editorial Mentiras Necesarias reeditó la novela en formato de bolsillo.

## Argumento
El libro narra la aventura de Andrés y Damián, padre e hijo, para intentar llegar a la costa en medio de un apocalipsis zombi, sorteando a los temibles muertos vivientes que deambulan por todas partes. De este modo, ambos personajes se ven obligados a tratar de sobrevivir en un mundo devastado, en el que los cadáveres resucitados se han hecho con el control. Sin embargo, en su escabroso periplo descubrirán que los zombis no son la única amenaza.